# Kang Ae-shim
Dans ce nom coréen, le nom de famille, Kang, précède le nom personnel.
Pour les articles homonymes, voir Kang.
Kang Ae-shim (hangeul : 강애심 ; hanja : 康愛心) est une actrice sud-coréenne, née le 28 février 1963.

## Filmographie

### Cinéma
- 2006 : Old Miss Diary : la fille de Ha Wa-yi
- 2007 : Mom Never Dies : la none boudhiste
- 2008 : A Man Who Was Superman : une employée de la Croix-Rouge
- 2010 : Bimilae : une villageoise
- 2015 : 4 Deung : la mère de Harvard
- 2015 : Another Way : la mère de Jeong-won
- 2019 : Yokchang : Yoo Soo-ok
- 2019 : Kim Ji-young: Born 1982 : la grand-mère de Ji-young
- 2021 : Supilreobeu : Mi-jeong
- 2022 : Opeun deo do-eo : la mère de Chi-hoon
- 2022 : The Dream Songs : la grand-mère
- 2023 : Rebound : la femme du principal
- 2023 : The Childe : la mère de Marco
- 2023 : Concrete Utopia : la mère de Yeong-tak
- 2023 : Concerning My Daughter : Mme Choi
- 2024 : Wonderland : la mère de Hae-ri
- 2025 : Pollock
- 2025 : 84 m² : la mère de Woo-seong

### Télévision
- 2018-2019 : Voice
- 2019 : Melloga Chejil : la mère de Jin-joo (1 épisode)
- 2020-2022 : Bad and Crazy : Seo Seung-sook (12 épisodes)
- 2020-2022 : No, Thank You : Uhm Young-hee (24 épisodes)
- 2020 : Say What You Saw : Bong Yeon-ja (3 épisodes)
- 2020 : Chulsapyo : Park Jeong-rae (6 épisodes)
- 2021 : Move to Heaven : Lee Mi-seon (1 épisode)
- 2021 : Hospital Playlist : la mère de Chae Song-hwa (1 épisode)
- 2021 : Reflection of You : Ok-soo (16 épisodes)
- 2022 : Rookie Cops : la surveillante du dortoir de KNPU (3 épisodes)
- 2022 : Cleaning Up : la propriétaire du supermarché (2 épisodes)
- 2022 : Extraordinary Attorney Woo : Choi Yeong-ran (1 épisode)
- 2022 : Nalaollala Nabi : la propriétaire du restaurant (3 épisodes)
- 2023-2024 : Unpredictable Family : Jeong Soon-deok
- 2024 : Queen of Divorce : Park Jeong-sook (12 épisodes)
- 2024 : Frankly Speaking : Na Yoo-jeong (12 épisodes)
- 2024 : Les Vertus de la vente : Lee Bok-soon (12 épisodes)
- 2024-2025 : Squid Game : Jang Geum-ja (8 épisodes)
- 2025 : Labor Attorney No Mu-jin : Kim Yeong-sook (10 épisodes)
- 2025 : Cheot, Sarangeul Wihayeo : la grand-mère Mi-mi (12 épisodes)